# Chromis xanthopterygia
Chromis xanthopterygia là một loài cá biển thuộc chi Chromis trong họ Cá thia. Loài này được mô tả lần đầu tiên vào năm 1988.

## Từ nguyên
Từ định danh xanthura được ghép bởi hai âm tiết trong tiếng Hy Lạp cổ đại: xanthós (ξανθός; "có màu vàng") và pterýgio (πτερύγιο; "vây cá"), hàm ý đề cập đến màu vàng trên các vây của loài cá này.

## Phạm vi phân bố và môi trường sống
C. xanthopterygia được phân bố giới hạn ở vịnh Ba Tư và vịnh Oman, được quan sát và thu thập trên các rạn viền bờ ở độ sâu khoảng từ 5 đến 20 m.

## Mô tả
C. xanthopterygia có chiều dài cơ thể lớn nhất được ghi nhận là 11,5 cm. Cơ thể có màu xám phớt nâu. Hai thùy đuôi được viền dải vàng đặc trưng. Gai vây lưng và một phần vây hậu môn có màu vàng. Có một đốm đen ở gốc vây ngực và một vạch đen băng qua đồng tử.
Số gai ở vây lưng: 13; Số tia vây ở vây lưng: 10–11; Số gai ở vây hậu môn: 2; Số tia vây ở vây hậu môn: 11; Số gai ở vây bụng: 1; Số tia vây ở vây bụng: 5.

## Sinh thái học
Thức ăn của C. xanthopterygia là động vật phù du. Cá đực có tập tính bảo vệ và chăm sóc trứng; trứng có độ dính và bám vào nền tổ.